# Bessie Blount
Bessie Virginia Blount Griffin (Hickory, 24 novembre 1914 – Newfield, 30 dicembre 2009) è stata una fisioterapista e inventrice statunitense, nota in particolare per essere stata una pioniera nella fisioterapia con le sue invenzioni di dispositivi di aiuto per le persone disabili.

## Biografia
Afroamericana, è nata nel novembre 1914 nella contea di New Kent, in Virginia,, ed è cresciuta in un periodo in cui le opportunità per gli afroamericani erano limitate, soprattutto nel campo della scienza e della tecnologia. Nonostante questi ostacoli, Blount era determinata ad avere successo e ha perseguito la sua passione per l'aiuto agli altri attraverso una carriera nella fisioterapia.
Ha studiato alla Diggs Chapel - una scuola di una sola stanza costruita dalla comunità nera della zona - a Hickory, Virginia. La scuola era stata costruita dopo la Guerra Civile per istruire i figli degli ex schiavi e nativi americani. Nel 1945 Blount si è laureata in fisioterapia alla St. Luke's Hospital School of Physical Therapy di New York. Dopo la laurea, iniziò a lavorare come fisioterapista, aiutando i soldati feriti a riprendersi dagli effetti fisici della Seconda Guerra Mondiale.
In questo periodo Blount sviluppò una delle sue invenzioni più importanti, un dispositivo che permetteva ai soldati disabili di alimentarsi da soli. Il dispositivo consisteva in un braccio metallico portatile che poteva essere attaccato a una sedia a rotelle, consentendo ai pazienti di portare il cibo alla bocca e mangiare in modo indipendente. Questa invenzione fu ampiamente utilizzata durante la Seconda Guerra Mondiale e contribuì a migliorare la vita dei veterani disabili.
Blount continuò a lavorare come fisioterapista per molti anni e divenne anche inventrice, sviluppando numerosi altri dispositivi che aiutavano le persone disabili a vivere in modo più indipendente. Nonostante i suoi numerosi successi, Blount ha ricevuto pochi riconoscimenti per il suo lavoro.

### Invenzioni - dispositivi di assistenza
Mentre lavorava al Bronx Hospital di New York, a trentasette anni, Blount ha inventato un apparecchio elettrico autoalimentato per amputati. Ha usato plastica, acqua bollente per modellare il materiale, una lima, un rompighiaccio, un martello e alcuni piatti per creare un prototipo della sua invenzione.  Il dispositivo aveva un tubo per trasportare singoli bocconi di cibo alla bocca del paziente. I pazienti mordevano il tubo e poi la porzione successiva di cibo veniva erogata al boccaglio dalla macchina collegata. Ciò ha permesso ai pazienti di controllare quanto avrebbero voluto mangiare senza l'assistenza di altri.
Una parte del dispositivo fu brevettata nel 1948.  The American Veterans Administration (VA) rifiutò l'invenzione di Blount, così nel 1952 lei la concesse in licenza gratuita al governo francese. Ha osservato in un'intervista con 
l'Afro-American che la sua realizzazione ha dimostrato come "una donna di colore possa inventare qualcosa a beneficio dell'umanità"  Ha anche ideato un collare per il collo di un paziente ferito o malato, che tiene una ciotola o una tazza vicino al viso come "supporto per recipiente portatile" e nell'aprile 1951 Blount ottenne il brevetto USA 2.550.554. Durante la sua carriera, Blount è stata fisioterapista del figlio di Thomas Edison, Theodore Miller Edison. Blount ed Edison sono diventati amici. Durante quel periodo ha inventato il bacino di emesi. La bacinella era un piatto di cartone usa e getta a forma di rene fatto di farina, acqua e giornali che veniva cotto fino a quando il materiale non era duro. Ancora una volta, l'US Veterans Affairs (VA) non mostrò alcun interesse per l'invenzione di Blount che ha venduto i diritti della sua invenzione a una società in Belgio. Il suo design è ancora utilizzato negli ospedali belgi.
I dispositivi moderni e più sottili sono stati inventati dal 1948, ma Blount è ricordata per aver aperto la strada al primo dispositivo elettrico per l'alimentazione delle persone amputate.

### Attività scientifica forense
Nel 1969, Blount ha intrapreso una seconda carriera, nelle forze dell'ordine, perseguendo la ricerca scientifica forense per i dipartimenti di polizia nel New Jersey e in Virginia. Durante la sua attività di fisioterapista, mentre dimostrava funzioni ambidestre o scriveva con denti o piedi, aveva iniziato a vedere una correlazione tra salute fisica e caratteristiche di scrittura. Dalle sue osservazioni, ha visto come la calligrafia di una persona riflettesse il suo stato di salute.
Questa scoperta l'ha ispirata a pubblicare un articolo tecnico sulla "grafologia medica". Dopo la pubblicazione dell'articolo, la carriera di Blount in medicina legale crebbe rapidamente. Alla fine degli anni '60 assisteva i dipartimenti di polizia di Norfolk, Virginia e Vineland, New Jersey, e in seguito entrò a far parte del dipartimento di polizia di Portsmouth, Virginia, come capo esaminatore fino al 1972, quando lo stato della Virginia centralizzò l'esame dei documenti. Nel 1977, il Laboratorio di scienze forensi della polizia metropolitana  (Scotland Yard) invitò Blount a unirsi a loro a Londra per studi avanzati in grafologia. A 63 anni, fu la prima donna afroamericana ad essere ammessa agli studi avanzati presso la Document Division di Scotland Yard.
Al ritorno, Blount ha avviato la propria attività di consulenza scientifica forense e l'ha gestita per vent'anni, utilizzando la sua esperienza per esaminare i documenti di schiavi della guerra pre-civile. Blount ha gestito quell'attività fino all'età di 83 anni. La sua verifica di autenticità è stata utilizzata anche nei trattati dei nativi americani con gli Stati Uniti.

### La morte
Blount è morta all'età di 95 anni il 30 dicembre 2009 nella sua casa di Newfield, New Jersey. Blount è ricordata come una pioniera nel campo della fisioterapia e come un'inventrice che ha avuto un impatto significativo sulla vita delle persone disabili. Il suo lavoro continua a ispirare gli altri e ha avuto un impatto duraturo sul campo della fisioterapia.

## Vita privata
Nel 1951 si è sposata con Thomas Griffin. Hanno avuto un figlio, Philip.

## Riconoscimenti
- "Virginia Women in History" nel 2005.[12]